# Supercoppa italiana 2012
La Supercoppa italiana 2012, denominata Supercoppa TIM per ragioni di sponsorizzazione, è stata la 25ª edizione della competizione disputata l'11 agosto 2012 allo stadio nazionale di Pechino. La sfida è stata disputata tra la Juventus, vincitrice della Serie A 2011-2012, e il Napoli, detentore della Coppa Italia 2011-2012.
Il trofeo è stato conquistato dalla Juventus, vincente per 4-2 ai supplementari dopo che i tempi regolamentari si erano conclusi sul punteggio di 2-2.
Tale partita è stata la prima in assoluto, nella storia del calcio italiano, a registrare la presenza di due arbitri di porta, a seguito dell'approvazione dell'esperimento da parte dell'IFAB nel luglio del 2012.

## Partecipanti
| Squadre  | Qualificazione                         | Partecipazioni precedenti (il grassetto indica la vittoria) |
| -------- | -------------------------------------- | ----------------------------------------------------------- |
| Juventus | Vincitore della Serie A 2011-2012      | 7 (1990, 1995, 1997, 1998, 2002, 2003, 2005)                |
| Napoli   | Vincitore della Coppa Italia 2011-2012 | 1 (1990)                                                    |

## Avvenimenti

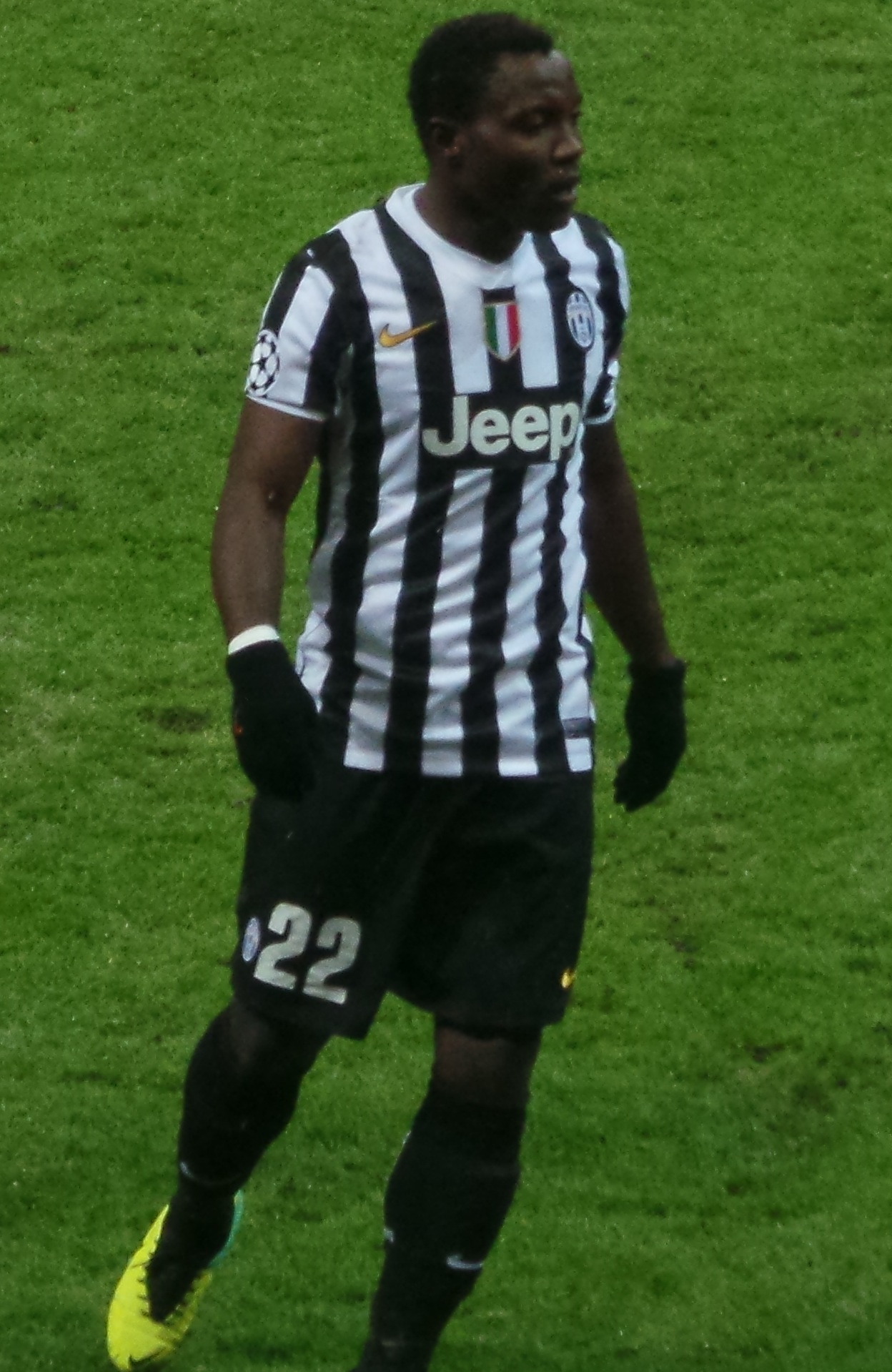
Lo juventino Kwadwo Asamoah, autore del momentaneo 1-1 e premiato quale migliore giocatore della finale.

Seppur meteorologicamente minata da una fitta pioggia, la sfida risulta agonisticamente molto intensa. La Juventus, guidata ad interim dal collaboratore tecnico Massimo Carrera (per via delle squalifiche inflitte all'allenatore Conte e il suo vice Alessio), schiera un neoacquisto per reparto, Lúcio in difesa a sostituire l'indisponibile Chiellini (infortunatosi con l'Italia nella finale di Euro 2012), Asamoah a centrocampo e Giovinco in attacco, mentre nel Napoli di Walter Mazzarri l'unica novità dell'undici titolare è rappresentata dal nuovo acquisto Behrami in mezzo al campo.
Dopo una fase di studio nei primi 20', i piemontesi provano a prendere le redini del gioco, costringendo i campani a lavorare di rimessa. Proprio da questo approccio tattico scaturisce tuttavia, poco prima della mezz'ora, il vantaggio partenopeo: sfruttando una retroguardia bianconera non reattiva nel mettere in atto il fuorigioco, Cavani parte dalla sua metà campo e s'invola verso la porta di Buffon, il quale riesce a respingere un primo tentativo di dribbling dell'uruguaiano ma non la sua seconda conclusione. Il Napoli avrebbe l'immediata possibilità di raddoppiare con Pandev, il quale da posizione favorevole calcia tra le braccia dell'estremo difensore torinese, ma una decina di minuti più tardi è la Juventus ad arrivare al pareggio con Asamoah — poi nominato miglior giocatore della partita —, il quale lascia partire una conclusione al volo dal limite dell'area che, rimbalzando sul terreno bagnato, sorprende il portiere campano De Sanctis. La parità dura appena 4' poiché Pandev, sfruttando un mancato disimpegno di Bonucci, ruba la sfera e supera Buffon in pallonetto, per il 2-1 napoletano con cui si chiude la prima frazione di gioco.
All'intervallo Carrera inserisce Vučinić per uno spento Matri, con la Juventus che si esibisce in un atteggiamento più spregiudicato volto alla ricerca del pari, lasciando tuttavia inevitabilmente spazio alle ripartenze azzurre. L'attaccante montenegrino si rende protagonista già dopo 4' dal suo ingresso, con una conclusione deviata da De Sanctis sulla traversa; poco dopo l'estremo difensore partenopeo è ancora chiamato a neutralizzare un calcio di punizione di Pirlo. Con lo scorrere del tempo il baricentro napoletano si abbassa dinanzi alla spinta juventina, e la sua retroguardia deve spesso ricorrere a interventi al limite del regolamento per fermare l'iniziativa avversaria: in particolare, Paolo Cannavaro viene "graziato" quando riceve solo un'ammonizione per un duro intervento su Giovinco. In questa fase i campani hanno comunque con Cavani due occasioni per ampliare il parziale, dapprima con un rasoterra che impegna Buffon, e poi con una conclusione sull'esterno della rete, generata da un altro svarione di Bonucci; dall'altra parte, ancora Vučinić ha la palla più nitida per il pareggio, saltando De Sanctis ma trovando Cannavaro a ribattere a porta ormai sguarnita.
Da un altro spunto del montenegrino, i torinesi arrivano al 2-2: un intervento scomposto e fuori tempo di Fernández (subentrato da pochi minuti a Cannavaro) ai suoi danni, viene sanzionato dall'arbitro Mazzoleni con un calcio di rigore trasformato da Vidal alla mezz'ora del secondo tempo. I campani non si demoralizzano, rendendosi ancora pericolosi con il neoentrato Gargano il quale spreca in contropiede, ma nei minuti finali dei tempi regolamentari due cartellini finiscono per precludere loro ambizioni di vittoria: dapprima all'85' rimangono in dieci per via del rosso diretto comminato a Pandev, reo di aver proferito «una parola di troppo» al guardalinee, e poi nel recupero «un plateale e ingenuo fallo» di Zúñiga su Giovinco costa al colombiano il secondo giallo; per le reiterate proteste a seguito della decisione arbitrale, anche il tecnico Mazzarri è costretto a guadagnare gli spogliatoi. Si va quindi ai supplementari dove, stante la doppia inferiorità numerica del Napoli, l'inerzia della partita si sposta tutta a favore della Juventus che già nella prima frazione dell'overtime chiude la sfida, prima con un'autorete di Maggio, originata da un'uscita a vuoto di De Sanctis sugli sviluppi di un calcio piazzato di Pirlo, e poi con il definitivo 4-2 di Vučinić.
Con la vittoria della competizione in Asia, i bianconeri tornano al successo nella manifestazione dopo nove anni, divenendo inoltre la prima squadra italiana a centrare il traguardo in quattro continenti diversi, oltre ai precedenti in Europa (1995 e 1997), Africa (2002) e America (2003). La formazione napoletana, in polemica con l'arbitraggio della gara da loro ritenuto insufficiente, diserta la cerimonia di premiazione: per tale gesto, la Procura Federale multa successivamente la società partenopea per 20 000 euro, e il presidente Aurelio De Laurentiis per 25 000.

## Tabellino
| Arbitro: | Mazzoleni (Bergamo) |

|                                                             |           |                       |
| Asamoah 37’ Vidal 74’ (rig.) Maggio 97’ (aut.) Vučinić 101’ | Marcatori | 27’ Cavani 41’ Pandev |

| Juventus | Napoli |

### Formazioni
| Juventus (3-5-2) |    |                      |       |      |
|                  |    |                      |       |      |
| P                | 1  | Gianluigi Buffon (c) |       |      |
| D                | 15 | Andrea Barzagli      |       |      |
| D                | 19 | Leonardo Bonucci     | 112’  |      |
| D                | 2  | Lúcio                |       |      |
| C                | 26 | Stephan Lichtsteiner | 78’   | 89’  |
| C                | 23 | Arturo Vidal         |       |      |
| C                | 21 | Andrea Pirlo         |       |      |
| C                | 8  | Claudio Marchisio    |       |      |
| C                | 22 | Kwadwo Asamoah       |       |      |
| A                | 12 | Sebastian Giovinco   | 90+3’ | 117’ |
| A                | 32 | Alessandro Matri     |       | 46’  |
| A disposizione:  |    |                      |       |      |
| P                | 30 | Marco Storari        |       |      |
| D                | 11 | Paolo De Ceglie      |       |      |
| C                | 39 | Luca Marrone         |       |      |
| C                | 24 | Emanuele Giaccherini |       | 117’ |
| C                | 20 | Simone Padoin        |       | 89’  |
| A                | 9  | Mirko Vučinić        |       | 46’  |
| A                | 27 | Fabio Quagliarella   |       |      |
| Allenatore:      |    |                      |       |      |
| Massimo Carrera  |    |                      |       |      |

| Napoli (3-5-1-1) |                 |                     |                 |       |
|                  |                 |                     |                 |       |
| P                | 1               | Morgan De Sanctis   |                 |       |
| D                | 14              | Hugo Campagnaro     |                 |       |
| D                | 28              | Paolo Cannavaro (c) | 52’             | 62’   |
| D                | 5               | Miguel Britos       | 32’             |       |
| C                | 11              | Christian Maggio    |                 |       |
| C                | 85              | Valon Behrami       | 53’             |       |
| C                | 88              | Gökhan Inler        |                 | 106’  |
| C                | 17              | Marek Hamšík        |                 | 68’   |
| C                | 18              | Juan Camilo Zúñiga  | 78’, 90+3’      |       |
| A                | 19              | Goran Pandev        | 85’             |       |
| A                | 7               | Edinson Cavani      | 64’             |       |
| A disposizione:  |                 |                     |                 |       |
| P                | 22              | Antonio Rosati      |                 |       |
| D                | 6               | Salvatore Aronica   |                 |       |
| D                | 21              | Federico Fernández  |                 | 62’   |
| C                | 8               | Andrea Dossena      |                 | 106’  |
| C                | 23              | Walter Gargano      |                 | 68’   |
| A                | 9               | Eduardo Vargas      |                 |       |
| A                | 24              | Lorenzo Insigne     |                 |       |
| Allenatore:      |                 |                     |                 |       |
| Walter Mazzarri  | Walter Mazzarri | Walter Mazzarri     | Walter Mazzarri | 90+3’ |